# Afrikansk slangehalsfugl
Afrikansk slangehalsfugl (latin: Anhinga rufa) er en slangehalsfugl, der lever i det subsaharisk Afrika og Irak.